# Шпорниц
Шпорниц (њем. Spornitz) општина је у њемачкој савезној држави Мекленбург-Западна Померанија. Једно је од 76 општинских средишта округа Пархим. Према процјени из 2010. у општини је живјело 1.435 становника. Посједује регионалну шифру (AGS) 13060072.

## Географски и демографски подаци
Шпорниц се налази у савезној држави Мекленбург-Западна Померанија у округу Пархим. Општина се налази на надморској висини од 82 метра. Површина општине износи 48,8 km². У самом мјесту је, према процјени из 2010. године, живјело 1.435 становника. Просјечна густина становништва износи 29 становника/km².